# ليستر نيل سميث
ليستر نيل سميث (بالإنجليزية: Lester Neil Smith)‏ هو كاتب خيال علمي ومؤلف وروائي وكاتب وسياسي أمريكي، ولد في 12 مايو 1946 في دنفر في الولايات المتحدة.